# Weilbach (Mud)
Der Weilbach oder im Oberlauf Reuenthalbach ist ein rechter Zufluss der Mud im bayerischen Odenwald.

## Name
Der Name Weilbach setzt sich aus dem Personennamen Wilo und dem althochdeutschen Wort bach zusammen. Der Bach gab der Marktgemeinde Weilbach ihren Namen.

## Geographie

### Verlauf
Der Weilbach entspringt als Reuenthalbach südwestlich von Wenschdorf. Er durchfließt ein nahezu unberührtes Tal in südwestliche Richtung. Ab Reuenthal trägt er den Namen Weilbach. Südöstlich von Weilbach fließt er auf den Gotthardsberg (304 m) zu und knickt nach Nordwesten ab. In Weilbach mündet er an der Brücke der Ortseinfahrt in die Mud.

### Zuflüsse
- Wenschdorfer Bach (rechts)
- Monbrunner Bach (rechts)
- Reichartshauser Bach (links)

### Flusssystem Mud
- Liste der Fließgewässer im Flusssystem Mud